# Балпакрам (національний парк)
Національний парк Балпакрам — це національний парк на півдні пагорбів Ґаро у штаті Мегхалая, Індія, розташований на висоті близько 910 м (3 000 фут) недалеко від міжнародного кордону з Бангладешем. Він був урочисто відкритий у грудні 1987 року та забезпечує середовищем існування мунтжака, азійського золотого кота, бенгальського тигра, мармурового кота, дикого водяного буйвола, червоної панди та індійського слона. Балпакрам означає «країна вічного вітру» згідно з міфом про народ Гаро.

## Орієнтовний список ЮНЕСКО
Центральний уряд Індії визначив територію природоохоронних територій Ґаро-Гіллз, розташовану неподалік від району Південного та Західного пагорбів міста Мегхалая, на об'єкт Всесвітньої спадщини, до якого входить Національний парк Балпакрам. Він був зарахований орієнтовного списку всесвітньої спадщини ЮНЕСКО.

## Флора і фауна
Національний парк Балпакрам є домівкою для великої кількості видів рослин і тварин. Його рослинність складається з субтропічних, тропічних листяних дерев та глечиків.
Серед зареєстрованих видів — індійський слон, аксис, буйвол дикий, червона панда, бенгальський тигр та мармурова кішка. У річках та озерах заповідника дикої природи мешкають різні види птахів.

## Міфи про Балпакрам

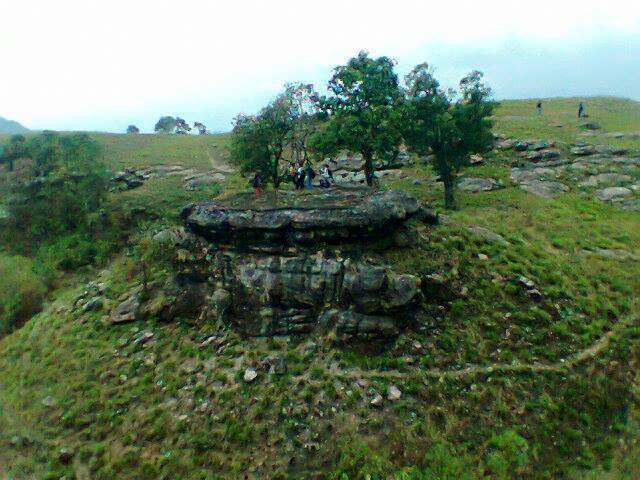

Балпакрам має багато таємничих і неприродних явищ, які неможливо раціонально пояснити сучасною наукою та логікою. Дерево Schima wallichii має заглиблення на стовбурі. Місцеві жителі вважають, що це було спричинено духами, які відпочивають тут на шляху до своєї оселі мертвих та прив'язаних тварин, убитих на їхніх похоронах. На диво кілька років тому, коли одне дерево впало через сильний вітер, інше дерево поблизу нього почало отримувати ті самі симптоми. 

## Інформація для відвідувачів
Найкращий час відвідування Національного парку Балпакрам — з листопада по травень, коли приємна погода без опадів. До парку можна дістатися з Шиллонга по дорозі від аеропорту Гувахаті до Тури та Багмари. Оплату за вхід треба сплатити біля воріт парку. 